# Ptolemaiosz Philadelphosz (VII. Kleopátra fia)
Ptolemaiosz Philadelphosz, latinosan Ptolemaeus Philedelphus (Antiokheia, i. e. 36 – ?, i. e. 30 és i. e. 20 között) Marcus Antonius, a triumvir és VII. Kleopátra egyiptomi királynő harmadik, legkisebb gyermeke volt Alexander Héliosz és Kleopátra Szeléné után. 

## Élete
Kr. e. 34-ben, amikor bátyja Armenia és az Eufrátesztől keletre eső területek királyának címét nyerte el apjától, a kis Ptolemaiosz Syria és Cilicia névleges uralkodója lett. Kr. e. 30-ban nővére és annak férje, II. Juba mauritaniai és numidiai király közbelépésére Octavianus megkegyelmezett neki, és Antonius többi, életben maradt gyermekéhez hasonlóan a császár nővére, Octavia vette magához és nevelte fel. További sorsa ismeretlen.
Egyiptom második hellenisztikus uralkodója is a Ptolemaiosz Philadelphosz nevet viselte.